# Bilituj
Bilituj (ros. Билитуй) – osiedle przy stacji w Rosji, w Kraju Zabajkalskim, w rejonie zabajkalskim. W 2010 liczyło 1475 mieszkańców.